# Instituto Cartográfico Militar
El Instituto Cartográfico Militar fue la agencia cartográfica nacional de República Dominicana. 
Era la institución encargada de realizar y actualizar los mapas oficiales del país, además de realizar trabajos de hidrografía y geodesia y elaborar proyectos especializados en cartografía con el fin de apoyar el desarrollo nacional.
Creado en 1985 como dependencia del Ministerio de Defensa, su sede estaba en la ciudad de Santo Domingo. Sus responsabilidades fueron transferidas al Instituto Geográfico Nacional José Joaquín Hungría Morell en 2014.